# ند لمانت
ادوارد ماینر لمانت جونیر (انگلیسی: Ned Lamont؛ زادهٔ ۳ ژانویهٔ ۱۹۵۴) بیزنس من و سیاستمدار آمریکایی است که هم‌اکنون ۸۹مین فرماندار کنکتیکت است. او از اعضای حزب دموکرات است.
در سال ۲۰۰۶ او سناتور وقت ایالات متحده جو لیبرمن را در انتخابات مقدماتی حزب دمکرات شکست داد؛ ولی در انتخابات سراسری لمانت و نامزد جمهوریخواه هر دو از لیبرمن که به‌طور مستقل در انتخابات شرکت کرده بود شکست خوردند. لمانت در انتخابات مقدماتی سال ۲۰۱۰ فرمانداری از دن مالوی، که نهایتاً فرماندار شد شکست خورد.
لمانت در انتخابات ۲۰۱۸ فرمانداری کنکتیکت پیروز شد.